# Jean-Baptiste Manhès
Pour les articles homonymes, voir Manhès.
Jean-Baptiste Manhès est un athlète français né le 4 février 1897 à Alfortville et mort le 23 avril 1963. Il participe aux Jeux olympiques d'été de 1920 et aux Jeux olympiques d'été de 1924.

## Palmarès
| Date | Compétition           | Lieu   | Résultat | Épreuve       | Performance       |
| ---- | --------------------- | ------ | -------- | ------------- | ----------------- |
| 1920 | Jeux olympiques d'été | Anvers | 6e       | 10 000 mètres | 32 min 26 s 0     |
| 1924 | Jeux olympiques d'été | Paris  | 12e      | Marathon      | 3 h 00 min 34 s 0 |